# إندينولول
إندينولول وهو أحد محصرات مستقبلات بيتا.